# Brecha

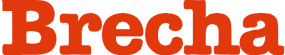
Masthead von Brecha

Brecha, spanisch für „Bresche“, „Durchbruch“, ist eine spanischsprachige, uruguayische Wochenzeitung aus Montevideo. Sie ist im politischen Spektrum links einzuordnen, ist aber nicht parteigebunden. Die Zeitung wurde in der Endphase der Militärdiktatur 1983 in der Tradition der zuvor von den Militärs verbotenen Marcha gegründet. Der erneute Markteintritt erfolgte im Oktober 1985. Mitbegründer und Herausgeber waren unter anderem Samuel Blixen und der Journalist und Schriftsteller Mario Benedetti, sowie weitere überlebende Mitarbeiter der Marcha. Im Jahr 1989 organisierte die Brecha gemeinsam mit der Wochenzeitung Zeta im Vorlauf der Volksabstimmung jenes Jahres zum Ley de Caducidad eine Kampagne, die eine Ablehnung dieses Amnestiegesetzes zum Ziel hatte. Zu den derzeitigen Herausgebern der Brecha gehört der Professor Raúl Zibechi.